# 주데텐란트

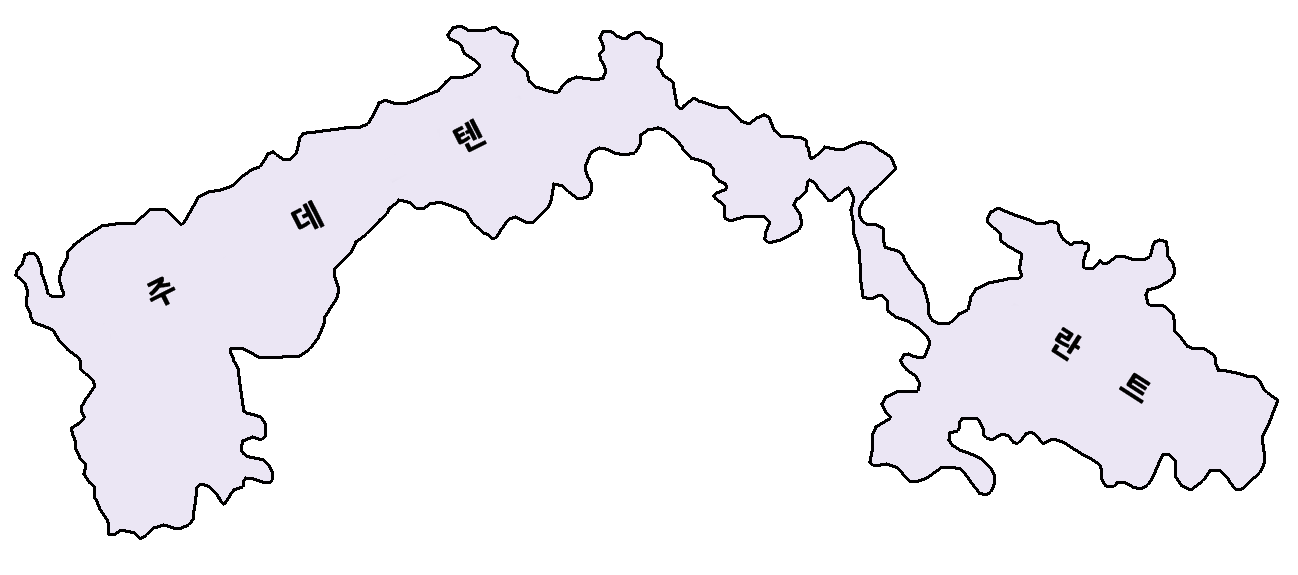
주데텐란트

주데텐란트(독일어: Sudetenland, 체코어: 슬로바키아어: Sudety 수데티, 문화어: 슈제트)는 20세기 초반 체코슬로바키아 서부 지역의 독일 민족이 다수 거주하던 지역을 일컫는 말로, 넓게는 보헤미아, 모라바, 실레시아 지역을 의미하기도 한다. 9세기 이후부터 체코에게 지리적, 정치적으로 필수적인 지역이 되었고, 현재까지도 체코의 영토이다.
주데텐란트라는 단어는 수데티산맥에서 유래하였다. 1938년 9월 30일에 체결된 뮌헨 협정의 내용에 따라, 같은 해 10월 나치 독일이 체코슬로바키아의 영토였던 이곳을 합병하였다.

## 같이 보기
- 독일계 오스트리아
- 나치 독일
- 보헤미아 모라바 보호령